# Travessia Rio-Santos em embracações a remo
Travessia Rio-Santos em embracações a remo, popularmente conhecida como Raid Rio-Santos, é um percurso de 210 milhas náuticas retilíneas entre as cidades do Rio de Janeiro e Santos que deve ser percorrido por embarcações a remo. Foi o primeiro raid marítimo do Brasil.

## Os Aventureiros

### João Segadas Viana e Antônio José Ribeiro - 1927
Os primeiros a realizarem tal feito foram os atletas do Flamengo João Segadas Viana e Antônio José Ribeiro, a bordo da embarcação "Cabinho", em 28 de janeiro de 1928. Eles fizeram o percurso em 93 horas. Por conta de tal feito, os atletas foram homenageados pelo Flamengo com uma placa em sua calçada da fama

### Engole Garfo, Boca Larga e Angelu - 1932
Em 20 de janeiro de 1932, 3 atletas do Flamengo - Antônio Rebello Júnior, mais conhecido como "Engole Garfo", Alfredo Correia, mais conhecido como "Boca Larga", e Ângelo Gammaro, mais conhecido como "Angelu", a bordo da embarcação "Yole Flamengo" - também terminaram o percurso com sucesso em 5 dias, 15 horas e 40 minutos. Quando eles retornaram ao Rio de Janeiro, no dia 28, foram recebidos por uma multidão em um desfile em carro aberto do Porto do Rio até a antiga sede de Esportes Terrestres na Rua Paysandu. Esta foi a primeira grande multidão da história do Flamengo. Por conta de tal feito, os atletas foram homenageados pelo Flamengo com uma placa em sua calçada da fama
| Dia                | Trajeto                                                           | Distância  | Tempo             | Ref.  |
| ------------------ | ----------------------------------------------------------------- | ---------- | ----------------- | ----- |
| Dia 1 (14/01/1932) | Praia do Vidigal - Ilha Grande                                    | 72 milhas  | 16 horas          | [ 8 ] |
| Dia 2 (15/01/1932) | Ilha Grande - Joatinga                                            | 20 milhas  | 13 horas          | [ 8 ] |
| Dia 3 (16/01/1932) | Joatinga - Ubatuba                                                | 28 milhas  | 11 horas          | [ 8 ] |
| Dia 4 (17/01/1932) | Ubatuba - São Sebastião                                           | 50 milhas  | 11 horas e 30 min | [ 8 ] |
| Dia 5 (18/01/1932) | São Sebastião - Ilhas do Rio Bertioga                             | 28 milhas  | 9 horas           | [ 8 ] |
| Dia 6 (19/01/1932) | Ilhas do Rio Bertioga - Sede do Clube de Regatas Saldanha da Gama | 12 milhas  | 14 horas          | [ 8 ] |
| TOTAL              | TOTAL                                                             | 210 milhas | 74 horas e 30 min | [ 8 ] |

### Antônio Rocha - 1933
- Em março de 1933 o atleta do Santos - Antonio Rocha - fez a travessia em 15 dias[2], mas ao contrário das 2 vezes anteriores, ele saiu de Santos rumo ao Rio de Janeiro, e não o contrário.[2]